# Premio Columbus
Il premio Columbus è un premio commemorativo della scoperta dell'America da parte di Cristoforo Colombo, impresa a cui l’Italia, e in particolare Firenze, aveva dato il massimo contributo.
Il premio fu voluto nel 1982 da Enzo Ferroni (allora presidente del Rotary club Firenze Est, Rettore e professore ordinario di chimica all'Università di Firenze) per dare nuova vita a un'analoga manifestazione cittadina nata nel 1948 e cessata nel 1976.

## Storia

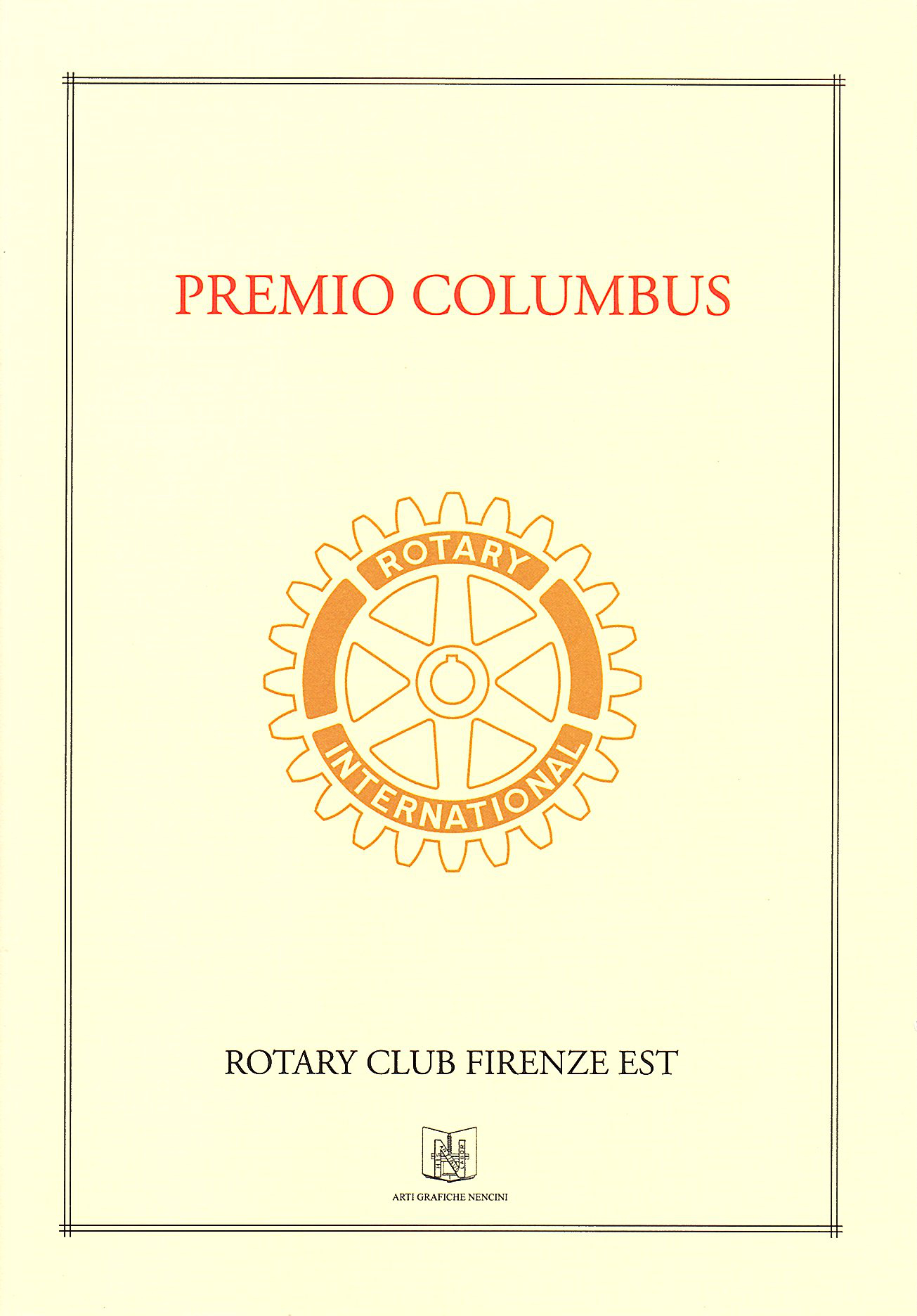
Copertina del VI volume (2010-2014) del premio Columbus, edito dal Rotary club Firenze Est.

L’anno di nascita del Premio Columbus è il 1948. Fin dall’inizio il premio ha assunto il duplice connotato, che conserva a tutt’oggi, della celebrazione della scoperta dell’America e del riconoscimento di alti meriti di illustri personalità che in ogni campo abbiano dimostrato lo stesso spirito di "Costruttori di civiltà" che animava il grande navigatore genovese.
Anche la formula della cerimonia che ricorre annualmente il giorno 12 ottobre, anniversario della scoperta del nuovo continente, si ispira alla prima edizione: in Comune, alla presenza del sindaco, delle autorità, della commissione e del pubblico, avviene la lettura delle motivazioni dei premi e viene pronunciata l’orazione commemorativa su un tema riguardante i legami tra Europa e America con particolare riferimento all’Italia e a Firenze.
La tradizione si interruppe nel 1976. Nel 1982 il già presidente del Rotary club Firenze Est, Enzo Ferroni, già magnifico rettore dell’Università di Firenze, propose al club di riprenderla, perché Firenze, culla del Rinascimento e patria di Paolo Toscanelli, Giovanni da Verrazzano, Amerigo Vespucci e Giovanni da Empoli, potesse continuare ad ospitare un’iniziativa così consona alla sua vocazione e alla
sua storia.
Il favore e l’interesse della cittadinanza per tale evento dipendono dalla statura intellettuale e morale dei premiati, personalità di primo piano la cui presenza non manca di conferire alla cerimonia una nota di particolare suggestione. Una menzione particolare meritano le orazioni commemorative che sono il risultato di ricerche condotte con serio impegno scientifico da studiosi di grande valore e che sono state spesso pubblicate su riviste specializzate, a riprova del loro interesse scientifico e culturale.

## Edizioni
2021 - 2024 

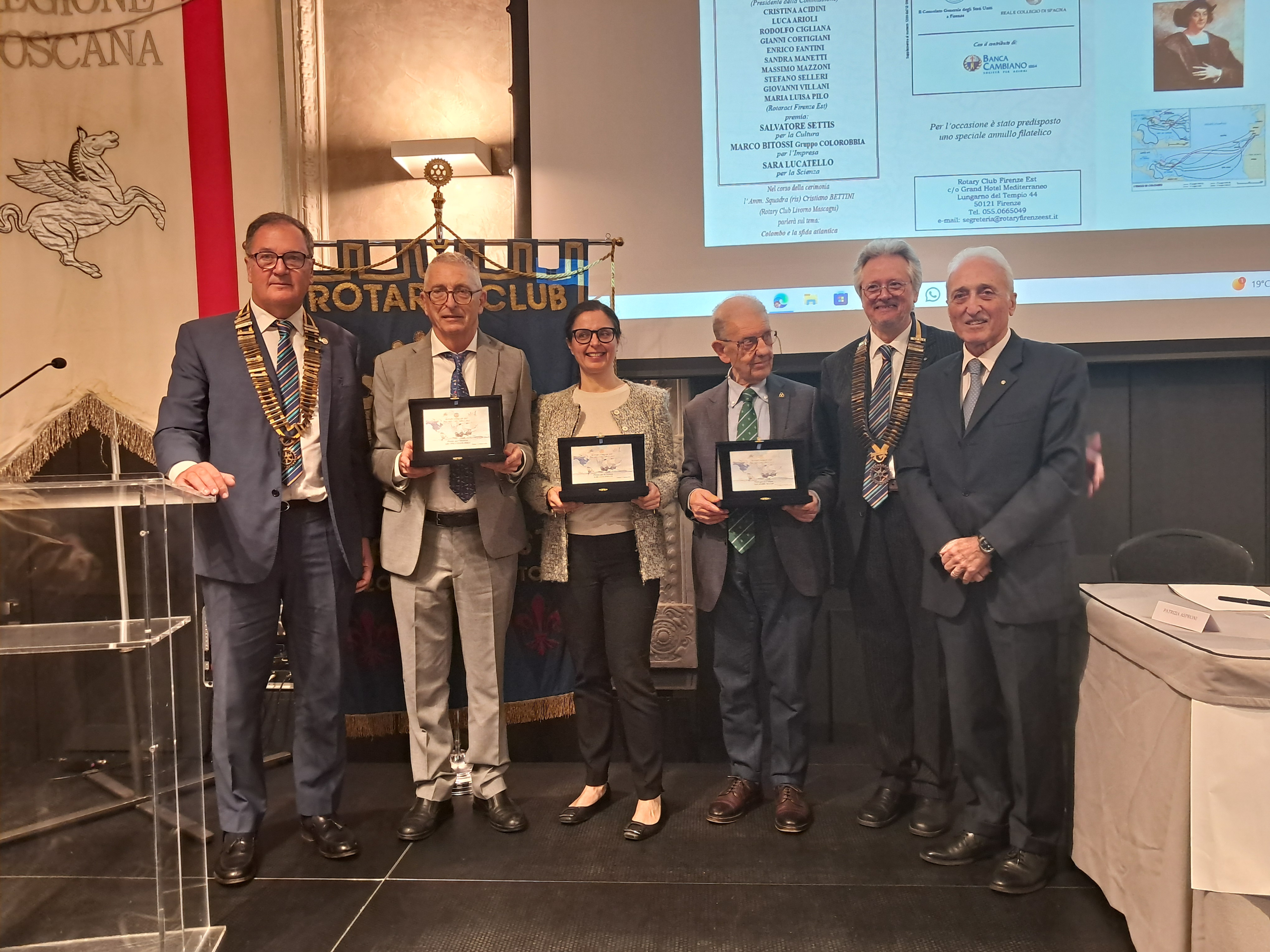
Premio Columbus 2024

2024 Nella Sala Michelangelo del Grand Hotel Baglioni, premiati
- Salvatore Settis per la Cultura
- Marco Bitossi, gruppo Colorobbia per l'Impresa
- Sara Lucatello per la Scienza

Lezione colombiana dell'Ammiraglio di Squadra (ris) Cristiano Bettini sul tema: Colombo e la sfida atlantica.

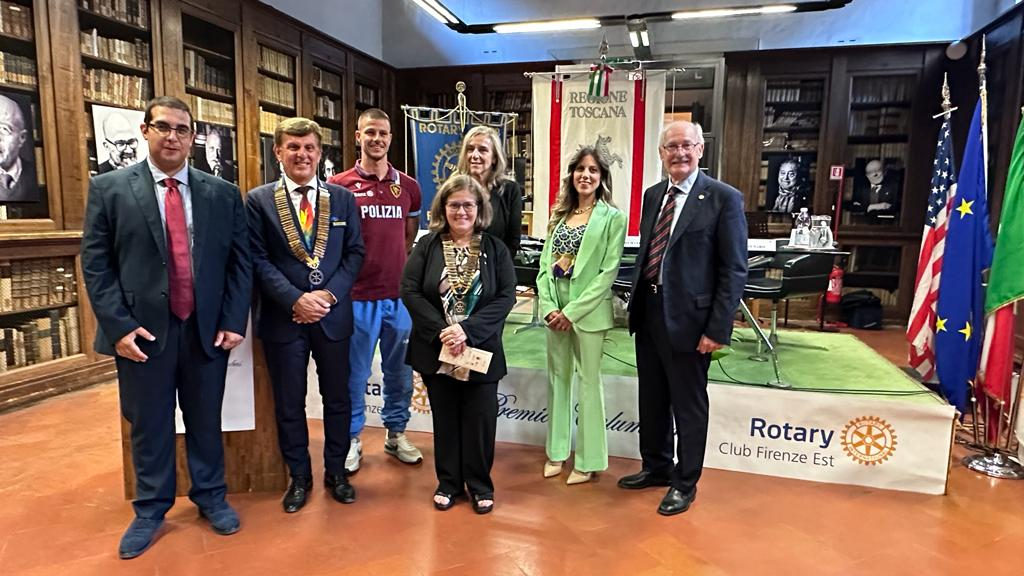
Premio Columbus 2023

2023 Nella Sala Storica Dino Campana del Complesso delle Oblate, premiati 
- Giovanna Botteri per la Cultura
- Teresa Fornaro per la Scienza
- Jacopo Luchini per lo Sport

Lezione colombiana del professor Antonio Musarra sul tema: Presupposti fiorentini della “scoperta”.

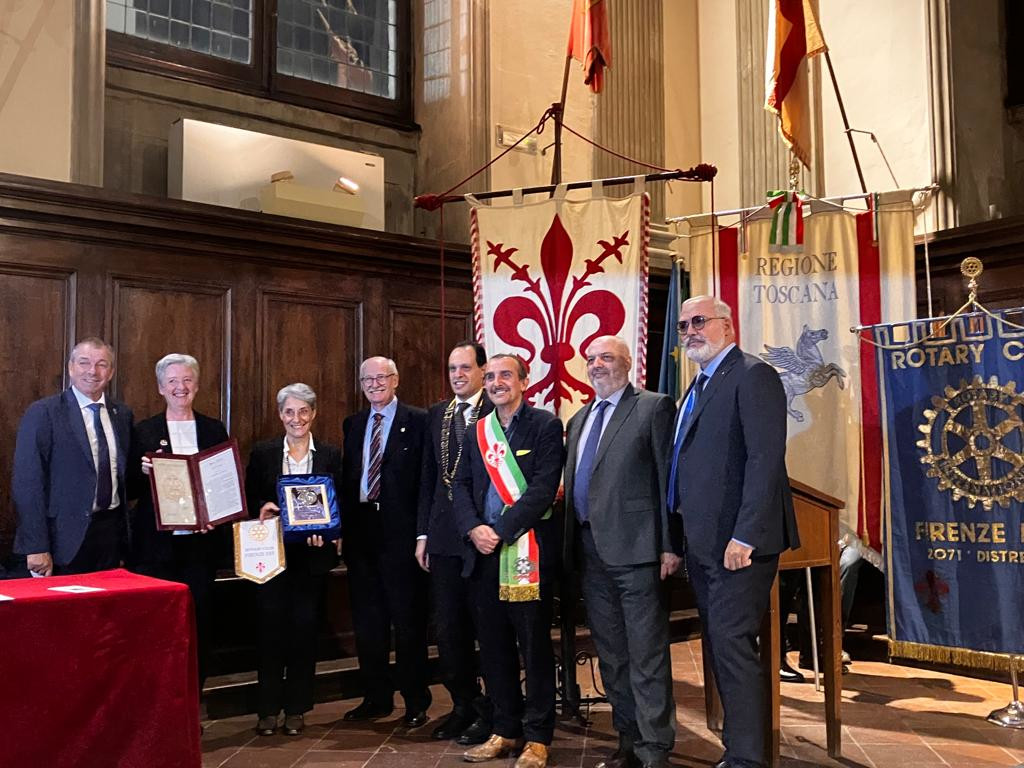
Premio Columbus 2022

2022 Nella sede del Palagio di Parte Guelfa, premiati 
- Paolo Dario per la Scienza
- Opificio delle Pietre Dure per la Cultura
- Fondazione Arte della Seta Lisio per l'Arte

Lezione colombiana del professor Marco Biffi sul tema: Parole italiane per la scoperta di Cristoforo Colombo.

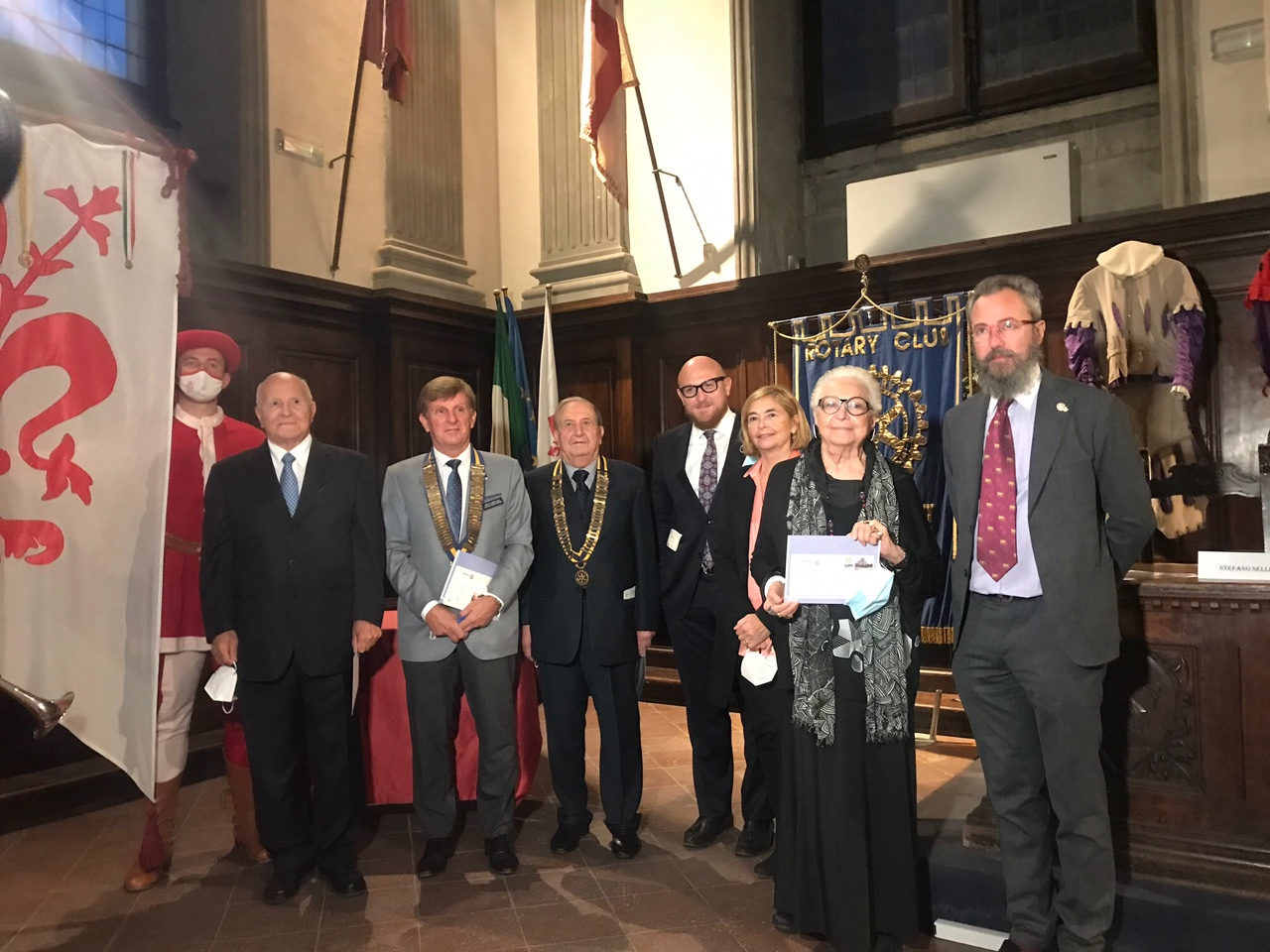
Premio Columbus 2021

2021 Nella sede del Palagio di Parte Guelfa, premiati 
- Angela Caputi per la Moda
- Arturo Galansino per la Cultura
- Sergio Romagnani per la Scienza

Lezione colombiana della dottoressa Elisabetta Nardinocchi sul tema: Herbert Horne, Firenze e l’America.
2020 - 2011

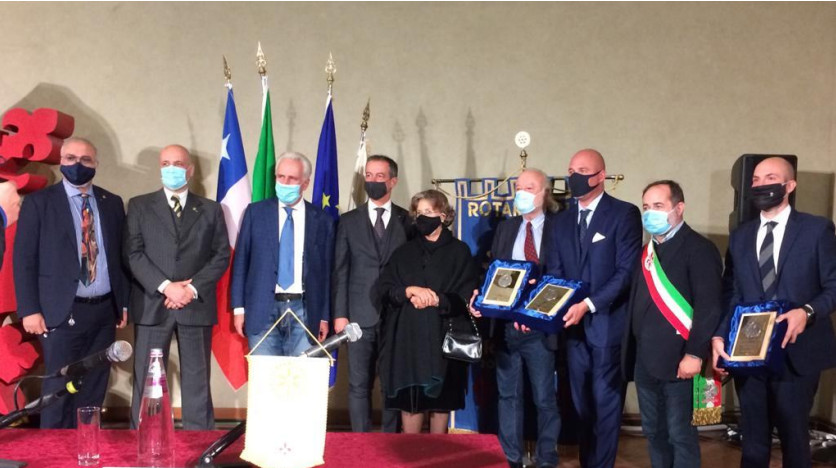
Premio Columbus 2020

2020 Nella sede dell'ex caserma Mameli in Santa Maria Novella, premiati

:
- Fonderia Artistica Ferdinando Marinelli per l’Arte
- Giusto Manetti Battiloro per l’Impresa
- Niccolò Campriani per lo Sport

Lezione colombiana della dottoressa Maria Teresa Ricasoli Firidolfi sul tema: Sulla rotta di Pigafetta, Terra del Fuoco 500 anni dopo.

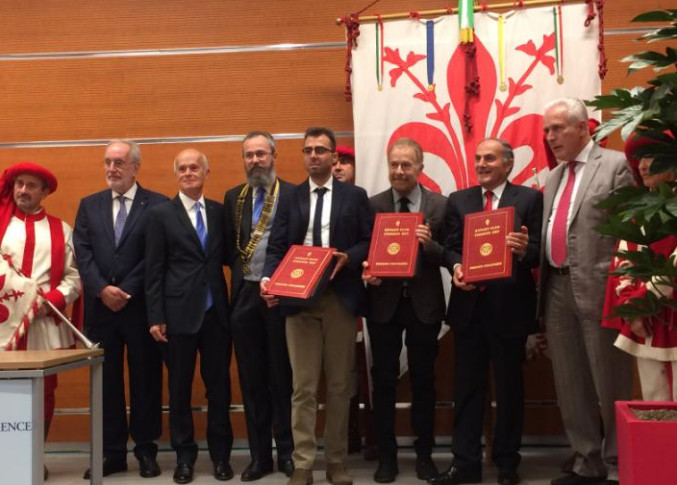
Premio Columbus 2019

2019 Nella sede del Palazzo della Borsa e Camera di Commercio, premiati
:
- Leonardo Chiariglione per la Scienza e la Tecnologia
- Marco Landi per la Tecnologia e l'Impresa
- Gabriele Lavia per l'Arte

Lezione colombiana del Presidente del Consiglio Regionale della Toscana Eugenio Giani sul tema: Il Toscano Filippo Mazzei costituente americano e la continuità di rapporti con il governo granducale di Pietro Leopoldo.

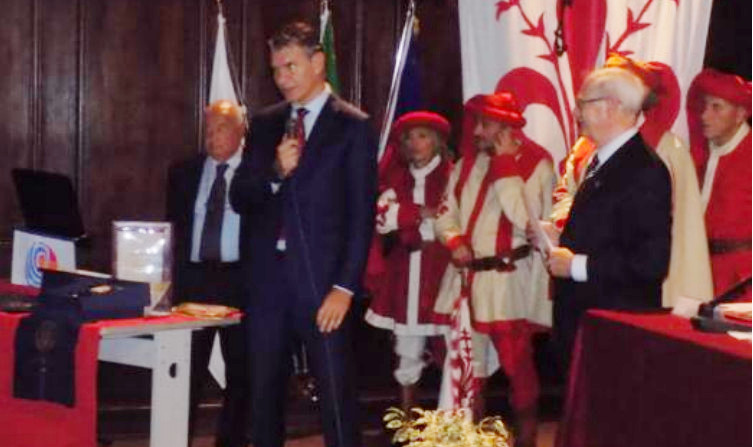
Premio Columbus 2018

2018 Nella sede del Palagio di Parte Guelfa, premiati:
- Franco Zeffirelli per l'Arte
- Consolato Generale degli Stati Uniti d'America a Firenze per la Cultura
- Paolo Nespoli per la Scienza
- Valentino Mercati per l'Impresa

Lezione colombiana del professor Carlo Sisi sul tema: Americani a Firenze fra ottocento e novecento.

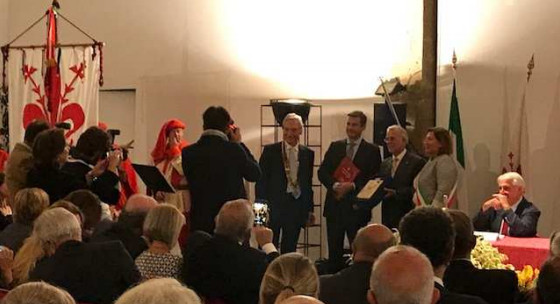
Premio Columbus 2017

2017 Nella Sala d'Arme di Palazzo Vecchio, premiati
:
- Alan Friedman per l'Arte
- Carlo Pizzocaro per l’Impresa
- Michael Spence per la Scienza

Lezione colombiana del professor Zeffiro Ciuffoletti sul tema: Tre storie, una storia.

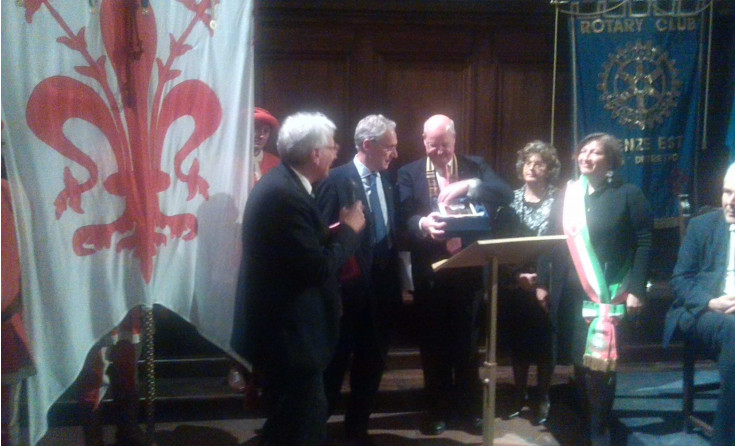
Premio Columbus 2016

2016 Nella sede del Palagio di Parte Guelfa, premiati:
- New York University per l'Arte[11]
- Progetto VIRGO per la Scienza
- Ely Lilly per l'Impresa

Lezione colombiana del professor Giovanni Cipriani sul tema: il Nuovo Mondo: i diversi equilibri politici, sociali e commerciali. Scoperte alimentari e nuove abitudini.

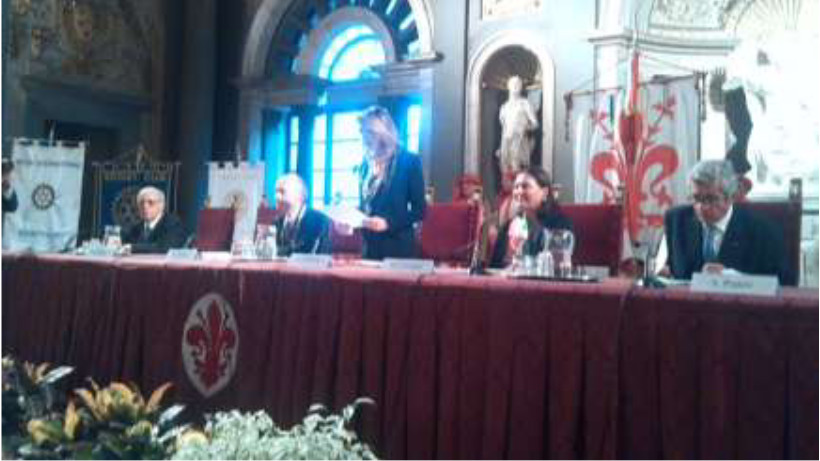
Premio Columbus 2015

2015 Nella sede del Salone dei 500 in Palazzo Vecchio, premiati:
- Stefano Ricci per l'Impresa
- Dynamo Camp per la Scienza
- Amici degli Uffizi per l'Arte

Lezione colombiana del professor Sandro Rogari sul tema: Dal Kennedy round alla Transatlantic Trade and Investiment Partnership (TTIP); Europa e Stati Uniti nella prospettiva del XXI secolo.

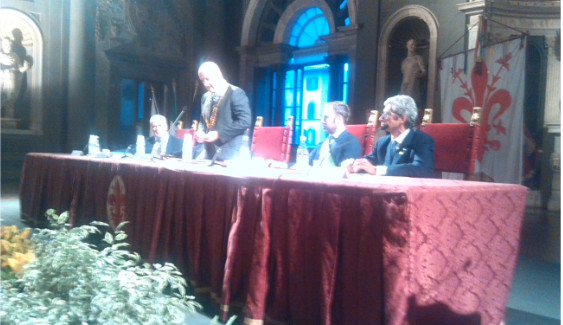
Premio Columbus 2014

2014 Nella sede del Salone dei 500 in Palazzo Vecchio, premiati:
- Nuovo Pignone SpA per l'Impresa
- Guido Calabresi per la Scienza
- Associazione Friends of Florence per l'Arte

Lezione colombiana del Consigliere Comunale Eugenio Giani sul tema: Le basi di riferimento da Firenze e dai Fiorentini per la realizzazione dei viaggi e delle scoperte dei navigatori del Nuovo Mondo.

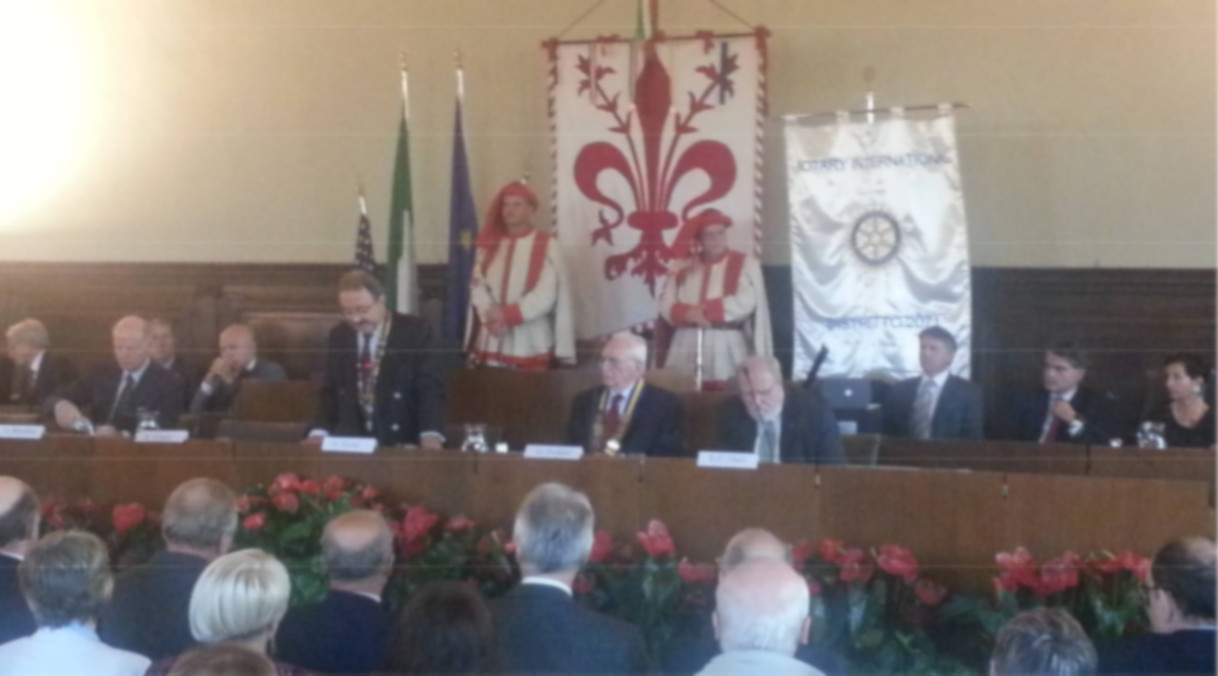
Premio Columbus 2013

2013 Nella sede del Salone de' Dugento in Palazzo Vecchio, premiati:
- Kunsthistorisches Institut in Florenz per l'Arte
- Fondazione “Romualdo Del Bianco” per la Cultura
- Eugenio Alphandery per l'Impresa

Lezione colombiana del dottor Aureliano Benedetti sul tema: La costa est e la costa ovest dell’Oceano Atlantico ieri ed oggi: storia ed economia.

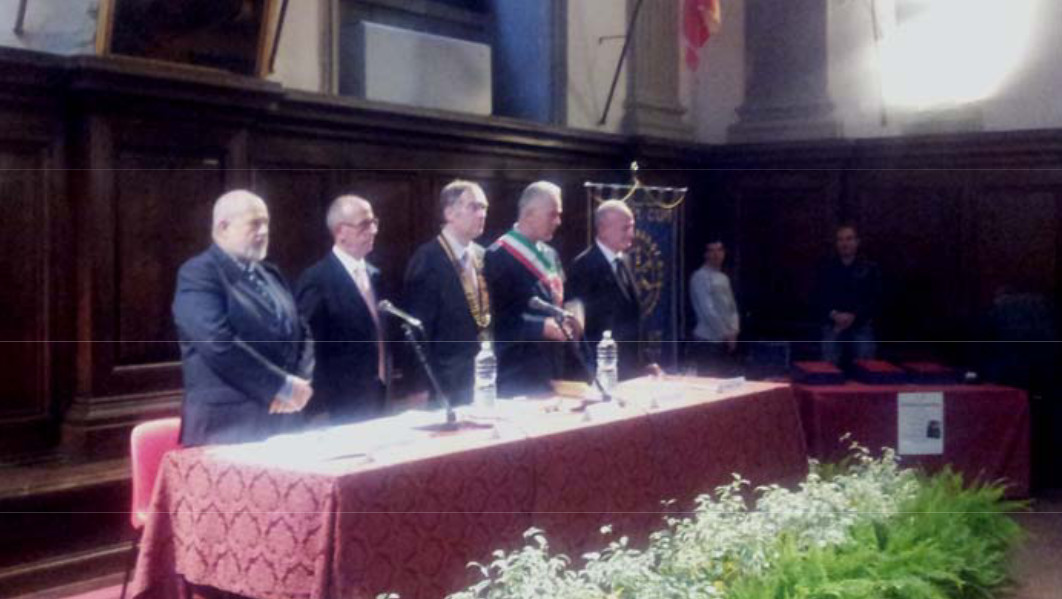
Premio Columbus 2012

2012 Nella sede del Palagio di Parte Guelfa, premiati:
- Bruno Coppi per la Scienza
- Roberto Capucci per l'Impresa
- Fondazione di Studi di Storia dell’Arte di Roberto Longhi per l'Arte

Lezione colombiana del professor Franco Cardini sul tema: Colombo e Vespucci

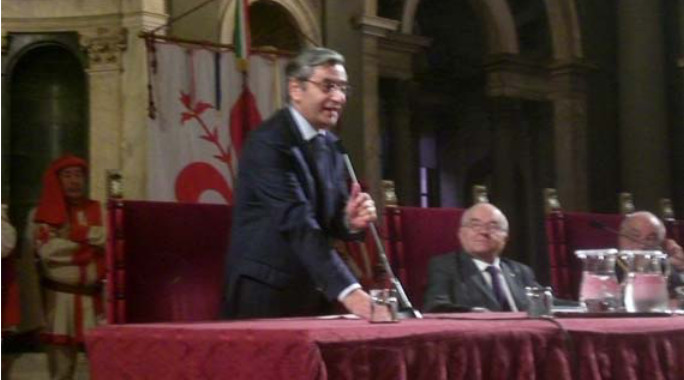
Premio Columbus 2011

2011 Nella sede del Salone dei 500 in Palazzo Vecchio, premiati:
- Aldo Pinchera per la Scienza
- Federico Faggin per l'Impresa
- Villa I Tatti per l'Arte

Lezione colombiana del professor Bernardo Sordi sul tema: Cultura giuridica europea e cultura giuridica americana
2010 - 2001

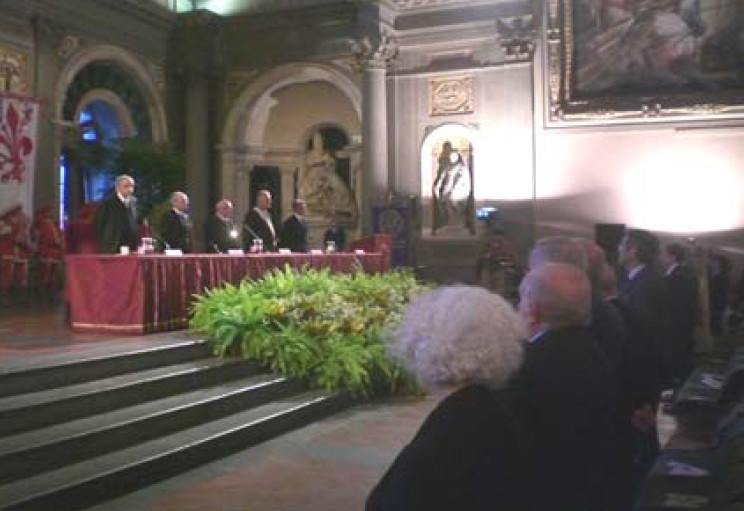
Premio Columbus 2010

2010 Nella sede del Salone dei 500 in Palazzo Vecchio, premiati:
- Giampiero Maracchi per la Scienza
- Nicoletta Maraschio per l'Arte

Lezione colombiana del professor Cosimo Ceccuti sul tema: La lingua italiana radice dell'unità nazionale

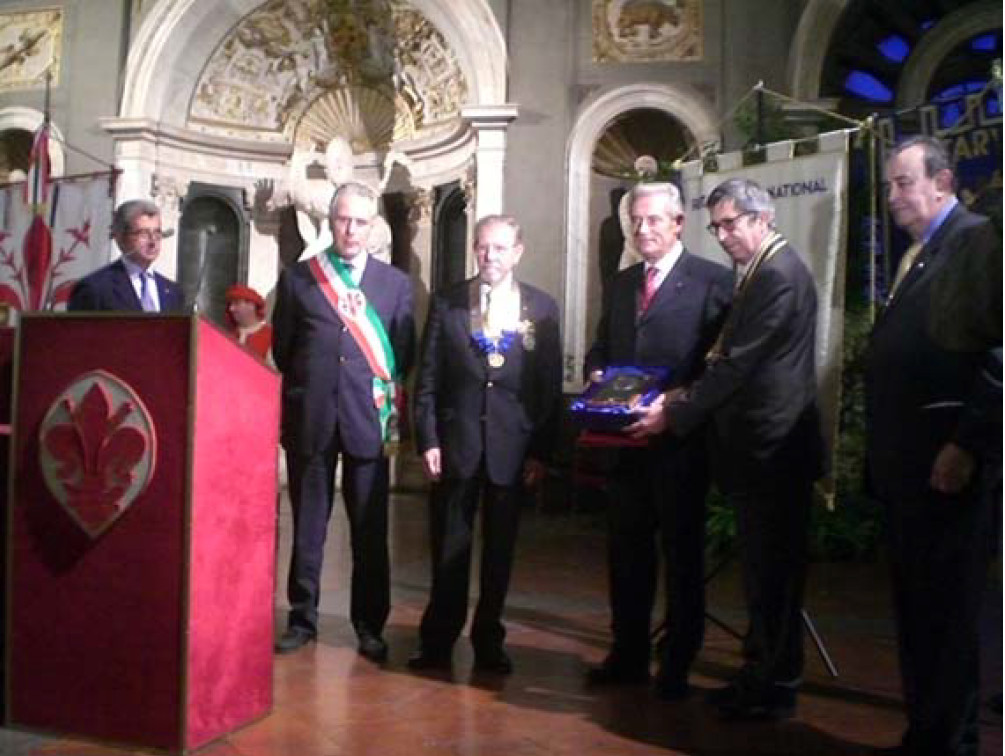
Premio Columbus 2009

2009 Nella sede del Salone dei 500 in Palazzo Vecchio, premiati:
- Leonardo Masotti per la Scienza
- Ducati Motor Holding SpA per l'Industria

Lezione colombiana del professor Zeffiro Ciuffoletti sul tema: Antonio Meucci: un'invenzione e un inventore

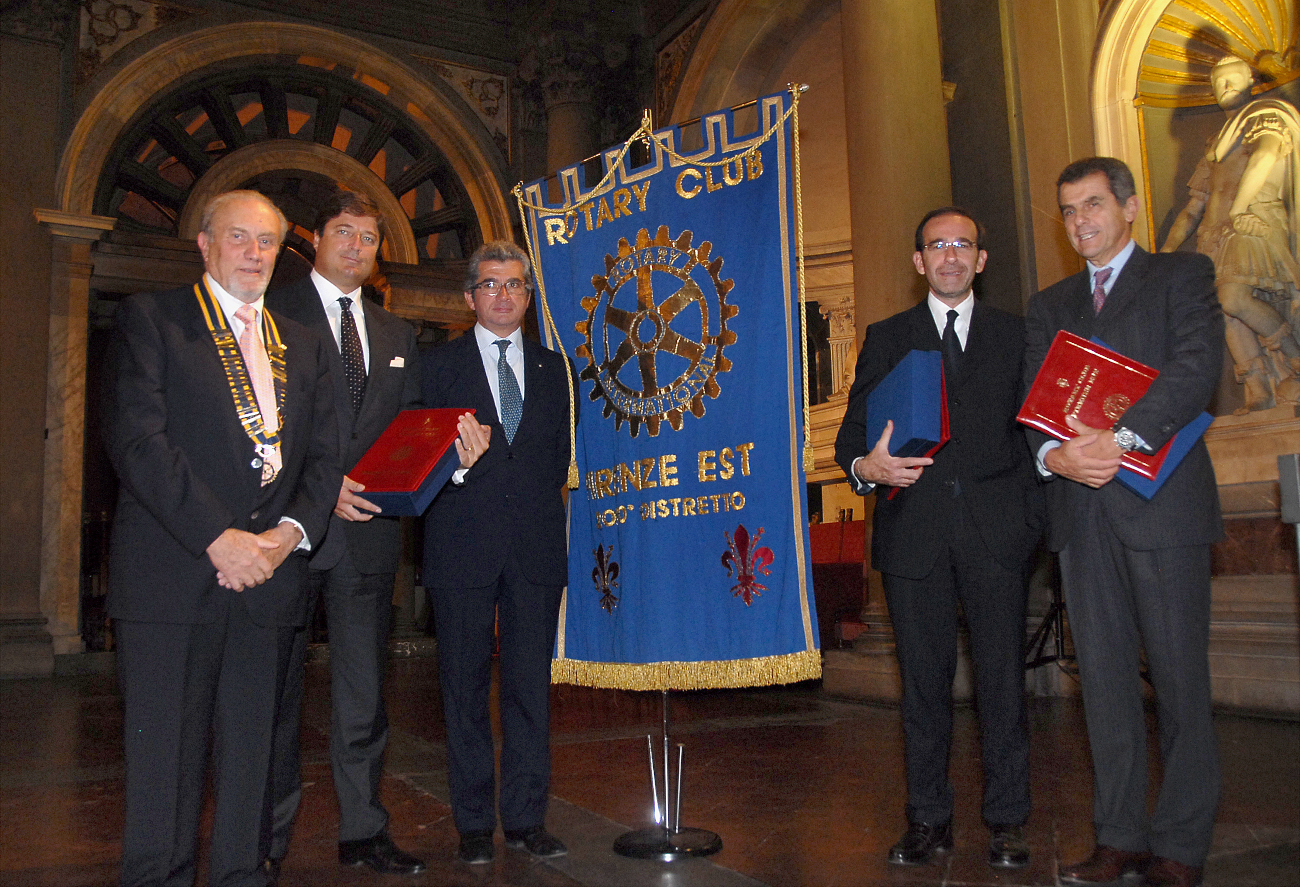
Premio Columbus 2008

2008 Nella sede del Salone dei 500 in Palazzo Vecchio, premiati:
- Istituto Europeo di Oncologia per la Scienza
- Salvatore Ferragamo SpA per l'Industria
- Oriana Fallaci (alla memoria) per il Giornalismo

Lezione colombiana del professor Giovanni Cipriani sul tema: La Firenze armatrice e la fondazione del porto di Livorno

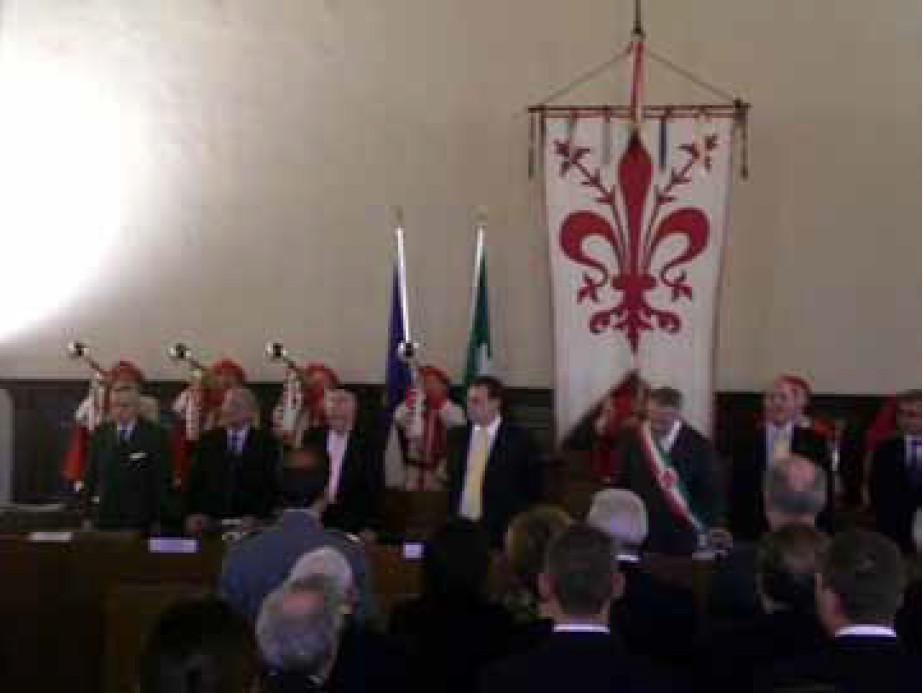
Premio Columbus 2007

2007 Nella sede del Salone dei 500 in Palazzo Vecchio, premiati:
- Accademia Navale di Livorno per le Istituzioni
- Aureliano Benedetti per la Cultura
- Marcello Fantoni per l'Arte

Lezione colombiana del professor Franco Musarra sul tema: "Con quei lontani monti azzurri... nel cuore". Senza che fossero anni d'esilio

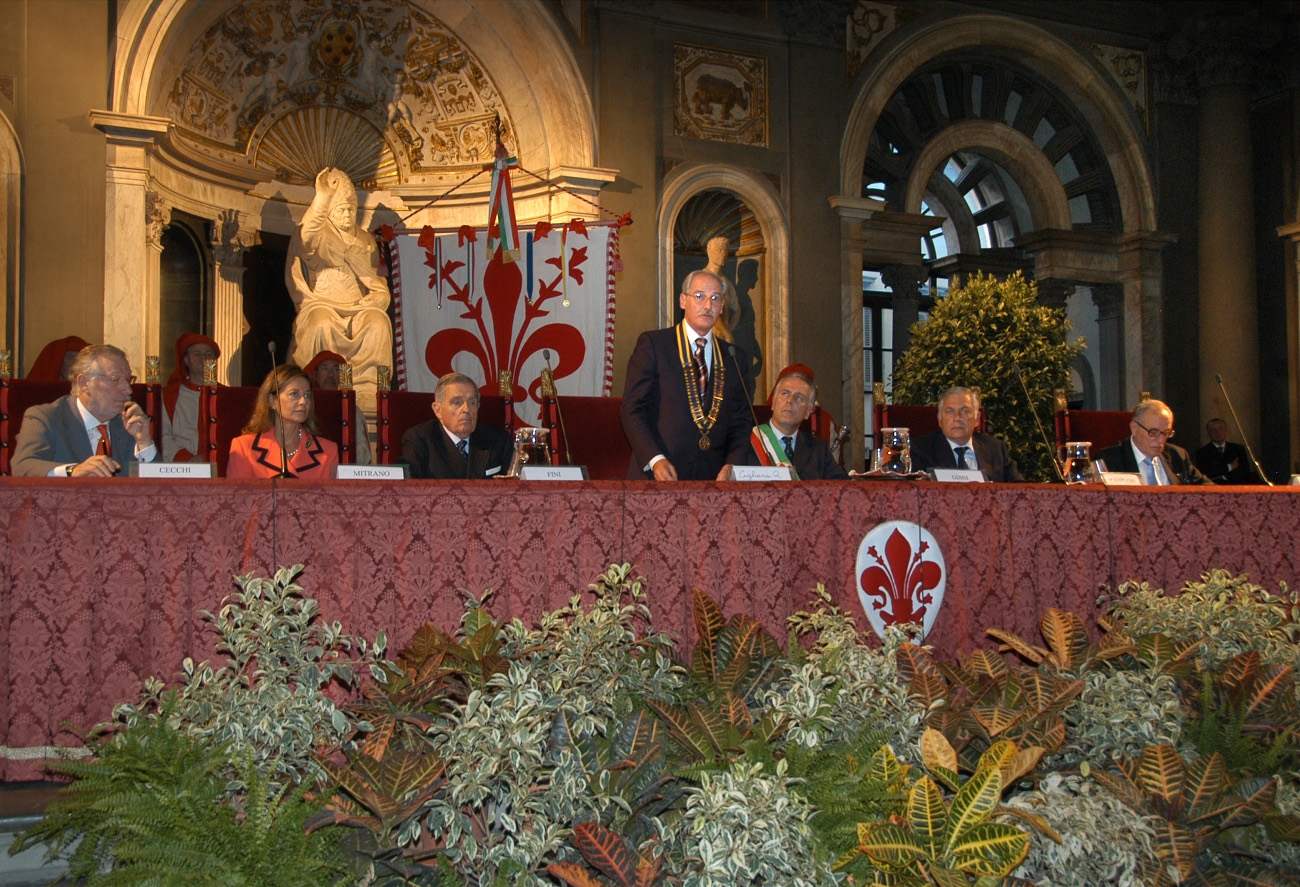
Premio Columbus 2006

2006 Nella sede del Salone dei 500 in Palazzo Vecchio, premiati:
- Gai Mattiolo per la Moda
- Cesare Segre per la Letteratura
- Valentina Vezzali per lo Sport

Lezione colombiana del professor Umberto Cecchi sul tema: Mario Cuomo e la ricerca della felicità
2005 Nella sede del Salone dei 500 in Palazzo Vecchio, premiati:
- Piero Antinori per l'Agricoltura
- Paolo Galluzzi per la Storia della Scienza
- Franco Scaramuzzi per le Scienze Agrarie

Lezione colombiana della professoressa Luisa Secchi Tarugi sul tema: La laudatio Florentinæ urbis di Leonardo Bruni
2004 Nella sede del Salone dei 500 in Palazzo Vecchio, premiati:
- Mike Bongiorno per lo Spettacolo
- Gianfranco Ravasi per la Cultura
- Gianni Zonin per l'Industria

Lezione colombiana del professor Antonio Zanfarino sul tema: Cultura politica e civiltà occidentale
2003 Nella sede del Salone dei 500 in Palazzo Vecchio, premiati:
- Ferrari SpA per l'Industria
- Scuola Normale Superiore di Pisa per la Cultura
- Zubin Mehta per la Musica

Lezione colombiana del professor Augusto Marinelli sul tema: Le rivoluzioni alimentari, la scoperta dell'America e le prospettive delle biotecnologie
2002 Nella sede del Salone dei 500 in Palazzo Vecchio, premiati:
- Alberto Filippi per la Cultura
- Paolo Fresco per l'Industria
- Erminio Forno per l'Industria

Lezione colombiana della professoressa Martha Canfield sul tema: Cristoforo Colombo nella narrativa ispano--americana
2001 Nella sede del Salone dei 500 in Palazzo Vecchio, premiati:
- Antonio Fazio per l'Economia e la Finanza
- Claudio Magris per la Letteratura

Lezione colombiana del professor Paolo Blasi sul tema: Destini incrociati: Italia Stati Uniti nel III millennio
2000 - 1991
2000 Nella sede del Salone dei 500 in Palazzo Vecchio, premiati:
- Bruno Bartoletti per la Musica
- Vittorio Frescobaldi per l'Agricoltura
- Francesco Sabatini per la Linguistica

Lezione colombiana del professor Sergio Moravia sul tema: Cinquecento anni dopo la costruzione del sogno americano nell'età moderna e contemporanea
1999 Nella sede del Salone dei 500 in Palazzo Vecchio, premiati:
- Alessandro Marabottini per la Storia dell'Arte
- Antonio Paolucci per la Tutela dei Beni Storici
- Francesco Ricasoli per l'Industria

Lezione colombiana del professor Brunetto Chiarelli sul tema: Dall'almirante all'astronauta la fine dell'era moderna
1998 Nella sede del Salone dei 500 in Palazzo Vecchio, premiati:
- Piero Angela per la Divulgazione Scientifica
- Ennio Morricone per la Musica
- Gian Gastone Neri Serneri per la Medicina

Lezione colombiana del professor Carlo Pedretti sul tema: Ricerca storica come navigazione: Leonardo e i nuovi argonauti
1997 Nella sede del Salone dei 500 in Palazzo Vecchio, premiati:
- Giuseppe Franco Bassani per la Fisica
- Franco Cardini per la Cultura
- Carlo Pedretti per l'Arte

Lezione colombiana del professor Massimo Griffo sul tema: Riscoprire l'America, riscoprire l'Europa
1996 Nella sede del Salone dei 500 in Palazzo Vecchio, premiati:
- Sauro Cavallini per l'Arte
- Alessandro Parronchi per la Cultura
- Renata Tebaldi per la Lirica

Lezione colombiana del professor Francesco Adorno sul tema: Colombo e il suo tempo
1995 Nella sede del Salone dei 500 in Palazzo Vecchio, premiati:
- Nicola Cabibbo per la Fisica
- Vinicio Gai per l'Organologia
- Emanuele Severino per la Cultura

Lezione colombiana del professor Vincenzo Varano sul tema: La Costituzione americana: continuità ed evoluzione
1994 Nella sede del Salone dei 500 in Palazzo Vecchio, premiati:
- Gino Bartali per lo Sport
- Brunetto Chiarelli per l'Antropologia
- Ardito Desio per le Scienze della Terra

Lezione colombiana del professor Leandro Perini sul tema: Spazio e mito all'epoca di Colombo
1993 Nella sede del Salone dei 500 in Palazzo Vecchio, premiati:
- Giuseppe e Carmine Abbagnale con Peppinello di Capua per lo Sport
- Renato Dulbecco per la Medicina
- Franco Malerba per le Scienze Spaziali

Lezione colombiana del professor Franco Cardini sul tema: Colombo e le radici dell'identità europea moderna
1992 Nella sede del Salone dei 500 in Palazzo Vecchio, premiati:
- Gae Aulenti per l'Architettura
- Pietro Balducci per l'Economia
- Giuseppe De Rita per le Scienze Sociali
- Roman Vlad per la Musica

Lezione colombiana del professor Giovanni Semerano sul tema: Colombo e le radici dell'identità europea moderna
1991 Nella sede del Salone dei 500 in Palazzo Vecchio, premiati:
- Mario Cecchi Gori per il Cinema
- Danilo Mainardi per l'Etologia
- Demetrio Volcic per il Giornalismo

Lezione colombiana del professor Luciano Formisano sul tema: Amerigo Vespucci e Firenze
1990 - 1982
1990 Nella sede del Salone dei 500 in Palazzo Vecchio, premiati:
- Massimo Bogianckino per l'Organizzazione Musicale
- Maria Conti per la Letteratura
- Franco Cristaldi per il Cinema
- Mario Monti per l'Economia
- Sabatino Moscati per l'Archeologia

Lezione colombiana del dottor Furio Colombo sul tema: Notizie dall'ultima America: declinisti e revivalisti
1989 Nella sede del Salone dei 500 in Palazzo Vecchio, premiati:
- Paola Borboni per il Teatro
- Furio Colombo per la Letteratura
- Franco Modigliani per l'Economia
- Riccardo Muti per la Musica
- Carlo Rubbia per la Fisica

Lezione colombiana del professor Sergio Romano sul tema: Il mito di Colombo al di qua e al di là dell'oceano
1988 Nella sede del Salone dei 500 in Palazzo Vecchio, premiati:
- Edoardo Amaldi per la Fisica
- Sergio Romano per le Scienze Storiche
- Sergio Zavoli per il Giornalismo

Lezione colombiana del professor Giovanni Nencioni sul tema: Filippo Sassetti sulle rotte della cultura e degli oceani
1987 Nella sede del Salone dei 500 in Palazzo Vecchio, premiati:
- Umberto Galimberti per la Filosofia della Storia
- Gianni Letta per il Giornalismo
- Vito Cappellini per l'Elettronica

Lezione colombiana del professor Marco Spallanzani sul tema: Fiorentini in oriente all'epoca delle grandi scoperte
1986 Nella sede del Salone dei 500 in Palazzo Vecchio, premiati:
- Geno Pampaloni per la Critica Letteraria
- Umberto Veronesi per la Medicina
- Boris Christoff per la Lirica
- Luigi Orlando per l'Industria

Lezione colombiana del professor Giuseppe Galasso sul tema: Colombo e la sua impresa
1985 Nella sede del Salone dei 500 in Palazzo Vecchio, premiati:
- Harold Acton per la Cultura
- Rita Levi Montalcini per la Neurobiologia
- Arnaldo Maria Angelini per la Tecnologia

Lezione colombiana del professor Franco Cardini sul tema: Colombo un omaggio a Firenze
1984 Nella sede del Salone dei 500 in Palazzo Vecchio, premiati:
- Carlo Bo per la Letteratura
- Norberto Bobbio per la Cultura
- Carla Fracci per la Danza
- Piero Sensi per la Medicina
- Luigi Broglio per l'Astronautica

Lezione colombiana del professor Marco Giacomelli sul tema: America
1983 Nella sede del Salone dei 500 in Palazzo Vecchio, premiati:
- Umberto Eco per la Letteratura
- Antonio Berti per la Scultura
- Carlo Maria Giulini per la Musica
- Gilberto Bernardini per la Fisica
- Umberto Colombo per le Tecnologie Avanzate

Lezione colombiana del professor Cesare Vasoli sul tema: Colombo genesi di una impresa
1982 Nella sede del Salone dei 500 in Palazzo Vecchio, premiati:
- Eugenio Garin per la Letteratura
- Giovanni Pettinato per l'Assirologia
- Giuseppe Moruzzi per le Scienze Biotecnologiche
- Umberto Baldini per il Restauro Artistico
- Franco Pacini per l'Astrofisica
- Giancarlo Antognoni per lo Sport

Lezione colombiana del professor Enzo Ferroni sul tema: Colombo un marinaio che seppe osare